# Cortinarius collybianus
Cortinarius collybianus är en svampart som beskrevs av Soop 2001. Cortinarius collybianus ingår i släktet Cortinarius och familjen spindlingar.   Inga underarter finns listade i Catalogue of Life.